# ジョコ・ウィドド
ジョコ・ウィドド（インドネシア語: Ir. H. Joko Widodo、1961年6月21日 - ）は、インドネシアの政治家。第7代大統領（在任: 2014年10月20日-2024年10月20日）。スラカルタ市長、ジャカルタ首都特別州知事を歴任した。闘争民主党（PDI-P）に所属していたが除名された。通称ジョコウィ。

## 生い立ち
1961年6月21日、ジャワ島スラカルタの大工の家に生まれた。誕生時の名前は「ムルヨノ」と名付けられた。幼少期は貧困家庭だったため、貧困家庭の子供を受け入れ対象としていたティルトヨソ・ソロ第112小学校に入学し、12歳の頃から父の家具工房を手伝うようになった。3度に渡り立ち退き処分を受けたが、この経験から官僚的な行政への不信が幼心に刻まれ、後年のスラカルタ市長就任時の政策に影響を与えたと言われている。
第112小学校卒業後はソロ第1中学校に入学。ソロ第1高校への進学を希望していたが、受験に失敗したためソロ第6高校に進学し、卒業後はガジャ・マダ大学林業学部に進学し、木材加工について研究した。
1985年に大学を卒業し、アチェ州の木工業会社に就職するが、社風に馴染めず帰郷し、叔父の経営する木材会社で勤務した。1988年に第一子が誕生し、同時期に家具製造輸出会社を設立した。当初の経営は順調だったが、詐欺被害に遭って一旦倒産し、1990年に母から3,000万ルピアを借りて会社の再建を行った。主にヨーロッパの企業を相手にして実績を伸ばし、また仕事を通じて目にしたヨーロッパの都市計画の効率性は、後年の政治家としての政策に反映された。

## スラカルタ市長
2005年、スラカルタ（通称ソロ）市長選挙に闘争民主党の候補として出馬して36.62%の得票を獲得し、市長に当選した。当初、政界転身に家族は猛反対したが、実現させたい政策を訴えて、賛成はしないが支持はするというところまで説得した。
市長就任後、ジョコはスラカルタの都市開発にヨーロッパ式の都市計画を採用し、市場・歩道・公園の整備、医療保険改革、国際会議やイベントの招致、観光都市としてのジャワ文化の振興などの政策を推進した。文化振興の面では、2007年にワールドミュージックフェスティバルを開催し、2008年10月には世界遺産都市機構のメンバーに加入した。また、市内の街路樹の伐採規制を強化して緑化に努め、頻繁に市内を巡り市民と直接意見交換し、都市計画の入札から親族の企業を排除するなどの庶民的・公正な姿勢が支持され、2010年の市長選挙では90.09%の得票を獲得し再選した。

## ジャカルタ州知事
2012年にジャカルタ首都特別州知事に就任。2012年11月、低所得者向けの無料医療サービス制度・ジャカルタ保健カード制度を導入。低所得層が医療サービスを受けられるようになった一方、医療機関の負担が増加し、州財政への負担も大きいと批判を受けた。
2013年、老朽化した公営市場を改修し、露店を強制撤去して公営市場へと移転させる再開発を進めた。また、スラムの拡大を防ぐためのカンプンクム（スラム）再生計画を実施。州政府と民間企業が費用を負担し住宅を建設し、スラム住民に引き渡した。
2014年2月12日、局長8人を含む州政府幹部26人の更迭を行い、人事を刷新。汚職疑惑の浮上していた幹部や人事評価に基づく能力の低い幹部を、閑職の知事開発促進チームに配属した。

## インドネシア大統領

### 大統領選挙
2014年7月9日に投票が行われたインドネシア大統領選挙に出馬。選挙戦では政治変革や汚職撲滅を公約に掲げ、スハルト元大統領の娘婿のプラボウォ・スビアント元陸軍戦略予備軍司令官との一騎討ちを制して、同7月22日に選挙管理委員会より当選が発表された。
地方の零細企業家から地方首長というルートを経たジョコ大統領は、エリートでも軍人でもないインドネシアで初めての大統領である。

### 野党との関係
就任当初、国民議会（下院）はプラボウォ率いる野党勢力・メラプティ連合が過半数を占めていたため、政権運営は難航すると見られていた。しかし、議会ポストを巡り対立しメラプティ連合を離脱した開発統一党がジョコ派に回り、議会勢力が均衡状態となったため政権運営に支障は出ないとされる。
また、2015年2月には執務の拠点を西ジャワ州・ボゴールに移転した。移転の理由として、政治的に対立しているメガワティ・スティアワティ・スカルノプトゥリら闘争民主党と距離を置き、ボゴール近郊に居住するプラボウォやユドヨノらの野党幹部との対話を円滑に進めることが目的と見られている。
2019年にはプラボウォを国防相に抜擢して物議を醸した。

### 内閣改造
2015年8月12日、内閣改造を発表。経済関連の4人を含む5閣僚が交代となった。通貨ルピアや株価の下落が続いているインドネシア景気の低迷打開を図る狙いがあると見られる。ゴーベル貿易相の退任は、所管する小売りや流通の規制が経済成長の妨げとなっていることから更迭されたと見られている。

### エネルギー政策
- 電力インフラ整備

2015年、2019年10月までの5年間で35000メガワット分の発電所を建設すると発表。インドネシアの人口増と経済成長により毎年6～7％の電力消費量増を見込んだうえで、実現したいと強調した。約6割をIPPから残りを国営電力公社PLNから供給するという内容。
環境保護団体グリーンピースインドネシアは、「本計画の6割は石炭火力に依存するため、環境負荷影響が大きい。また、多くの計画はジャワ島に集中しているが、電力不足はジャワ島以外で顕著である」と批判している。
- 燃料費補助カット

2014年11月、燃料補助金カットを断行し、燃料価格の実質3割以上の値上げに踏み切った。これは補助金政策が年々増加して15年予算では276兆ルピアに膨張していたことと、分配政策とインフラ投資の原資を確保するためである。
- OPEC再加入

2009年に脱退した石油輸出国機構（OPEC）に2015年12月に再加盟が認められたが、協調減産に不参加だったため2016年にメンバーシップが停止された。
- LNG政策

日本の三菱商事と2007年から検討されてきたガス田の商業化プロジェクトに関して、前政権下で決定した液化天然ガスプラント事業を継承。2015年8月2日、中部スラウェシ州でドンギ・スノロLNG社（PT. Donggi-Senoro LNG）の液化天然ガスプラントが完成した。同国内では4番目のLNG基地となり、それまで利便性が低いとされてきた遠隔地の中小ガス田が商業化された。ドンギ・スノロLNG社は、日本の三菱商事を筆頭に、韓国国有企業の韓国ガス公社、インドネシア国有石油・ガス会社のプルタミナなどが出資しており、インドネシア国内のメドコ・エナジー・インターナショナル社はもちろん、日本の各電力会社や韓国の韓国ガス公社へも供給する予定。初出荷はスマトラ島アチェ州アルンLNG基地に対して輸出した。

### 海洋国家構想
外国依存からの脱却を目指す「海洋国家構想」を掲げている。構想の柱として、「海洋資源の活用」「ジャワ島のインフラ整備」「造船・観光業の振興」「領海内の違法漁業の取り締まり強化」「海軍力の増強」などを打ち出している。
ジョコは構想の実現に向け、就任間もない2014年11月4日に、港湾整備や土地整備を優先するためにインフラ整備の優先順位を見直すと発表。ユドヨノ政権時代に延期になっていたスンダ海峡大橋の建設計画を凍結した。また、財政赤字の原因となっている燃料価格の補助金を減額し、インフラ整備のための資金を確保するため、11月18日に燃料価格の30%引き上げを発表した。
また、構想の実現に必要な海洋資源の確保のため、領海内での違法操業の取り締まりを強化。2014年12月5日にベトナムの違法漁船3隻を爆破し、12月8日には中国の違法漁船22隻を拿捕した。周辺国からは強硬策を緩和するように要請を受けているが、ジョコは今後も必要に応じて漁船の爆破などの取り締まりを行うとしている。

### 麻薬対策
国内に蔓延する麻薬の密売について「国家的非常事態」として取り締まりを強化し、就任直後に麻薬の密売人6人の死刑を執行した。死刑囚の中にはブラジル人・ナイジェリア人などの外国人が含まれていたため、これらの政府は駐インドネシア大使を召還し、また、オーストラリア人の死刑判決が確定した際には死刑中止を求められるなど外交問題に発展したが、ジョコはあくまで「インドネシアの主権問題」として反発している。2015年4月29日、オーストラリア人を含む8人の麻薬密売人の死刑を執行した。これに対し、オーストラリア政府も駐インドネシア大使の召還を決定した。

### 外交

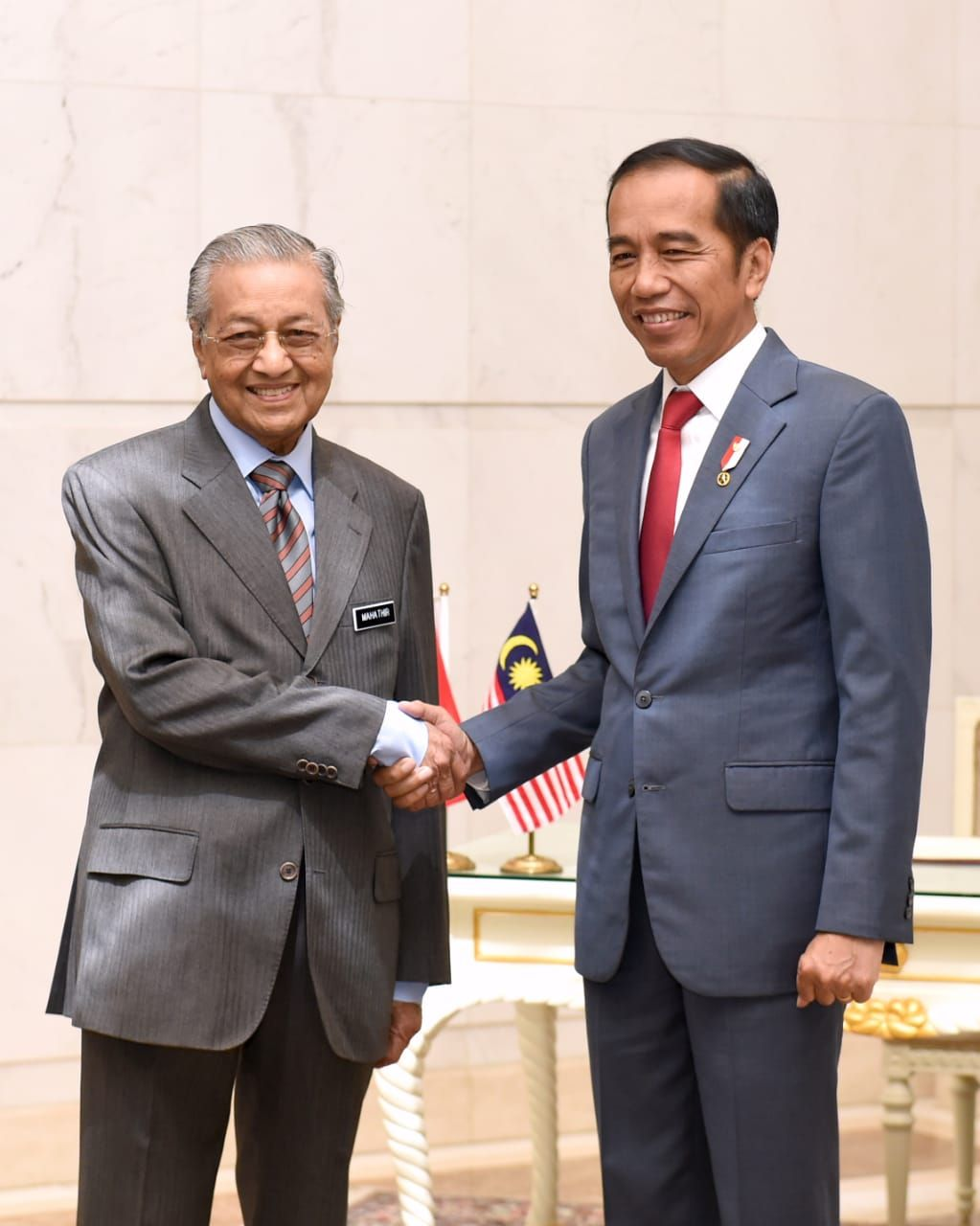
ジョコ・ウィドドとマレーシアの首相マハティール・ビン・モハマド (2019年8月9日)

2014年11月9日、APEC首脳会議に出席し、中国の習近平国家主席と会談。中国が主導するアジアインフラ投資銀行への参加を表明した。インドネシアにとって中国は最大の貿易相手国であり、中国からの投資も増加しており、ジョコは「海洋国家構想」実現のため中国との関係強化を目指している。その一方、中国との南シナ海領有権問題については対話での解決を第一とする反面、違法操業を行う中国漁船を爆破するなど安全保障では妥協しない姿勢を見せている。また、軍事力強化のために2019年までに国防費を年間200億ドルに拡大するとしており、中国からも無人攻撃機など武器を購入している。
同11月10日には、日本の安倍晋三内閣総理大臣と会談し、海洋協力のための事務レベル協議を立ち上げることで一致した。また、2015年3月22日に日本を訪問し、「経済協力と合わせ安全保障面の協力も進める」として、沿岸警備での日本の技術提供を求めた。5月4日には自民党総務会長の二階俊博と会談。日本人の観光ビザ免除を表明し、二階が提唱する「世界津波防災の日」制定について協議した。
同11月13日、ASEAN首脳会議に出席し、インドのナレンドラ・モディ首相と会談。石炭の輸出入や防衛産業の協力強化について協議した。
2019年8月9日、ジョコは訪問したマレーシアでマハティール・ビン・モハマド首相と会談し、欧州連合（ＥＵ）が推進するパーム油由来のバイオ燃料への輸入規制に対し、両国が断固対抗していくことで合意した。

## 人物
仕事の姿勢は現場重視で、広大なインドネシア各地を大統領就任からの3年余で500回近く視察した。地方首長時代も、立ち退き対象の露天商が納得するまで何十回も食事を共にしたり、洪水被災地にボートで駆け付けたりしていた。座右の銘は「Kerja（働く), Kerja, Kerja」。
庶民派として知られる。国政経験がなく、それまで無名に近い存在だったことから、同様の境遇だったアメリカのバラク・オバマ元大統領と比較されることが多い。
趣味はヘヴィメタル鑑賞と歌唱で、レッド・ツェッペリン、メタリカ、ナパーム・デス、フィア・ファクトリー、ラム・オブ・ゴッドが好きなバンドとして挙げられており、市長・州知事在任中の2011年と2013年には、スラカルタで開催されたロック・フェスティバルを訪れている。また、大統領就任時にはナパーム・デスがFacebookページでジョコを祝福するコメントを出している。
2013年5月には、メタリカのベーシストロバート・トゥルージロからサイン入りのベースギターをもらったが、政府高官への贈答の疑いに当たるとして自主的に国の汚職捜査機関である汚職撲滅委員会（KPK）に提出することになった。KPKは、政府高官への贈答の規則に基づいてベースを調べた結果、この楽器を没収することを決定したと発表した。

### 家族
1986年12月24日に結婚したイリアナとの間に子供が2男1女の3人いる。長男のギブラン・ラカブミン・ラカはスラカルタ市の市長を務める。２０２４年２月に行われた大統領選では、36歳だったギブランは副大統領候補として出馬できる要件である40歳以上に達していなかったにもかかわらず、父親である現大統領の妹婿であるアンワルが長官を務める憲法裁判所は裁判官9人中、4人が反対意見が出た中、立候補は可能だと容認し、批判を受けている。